# Peralte

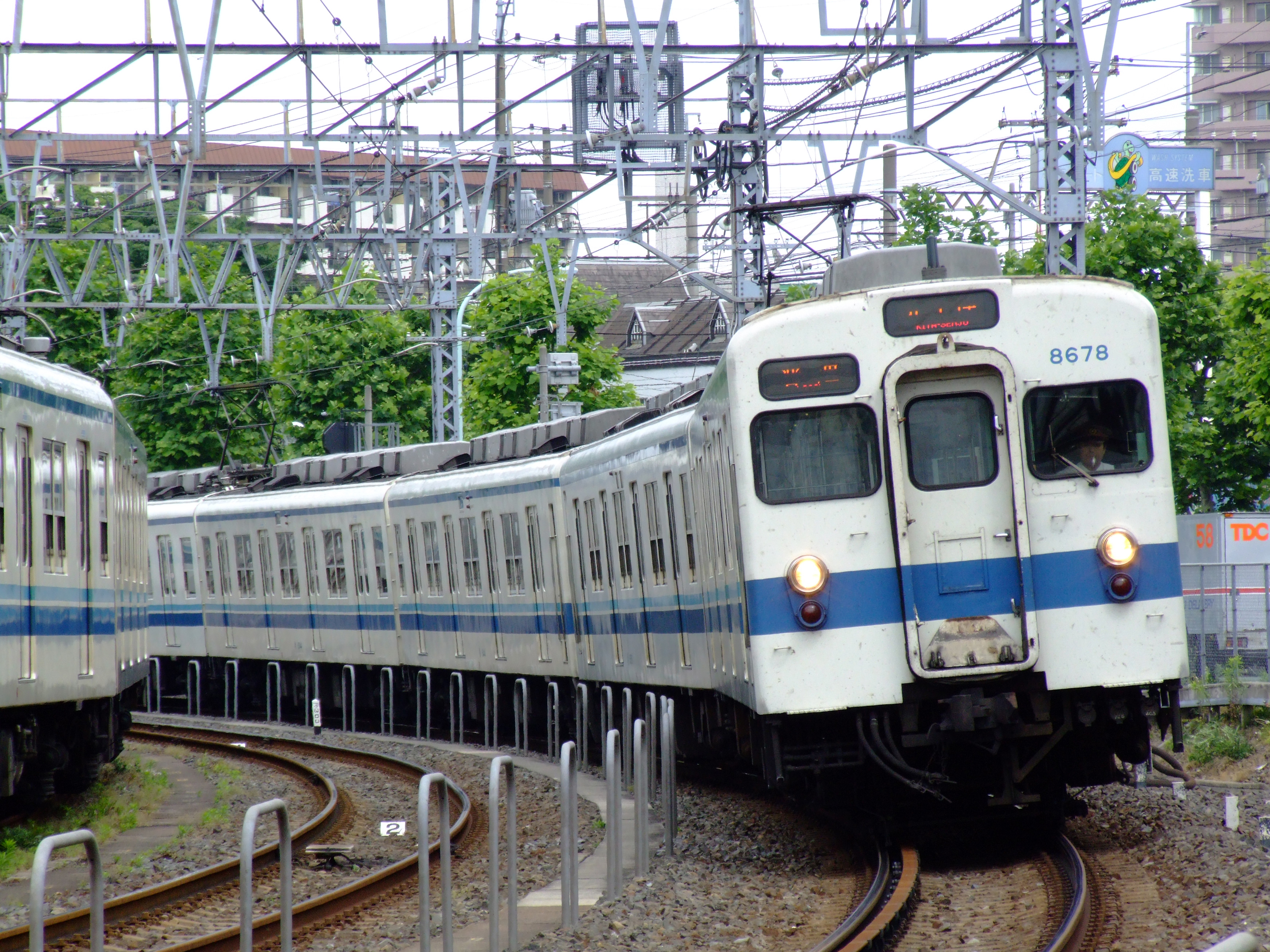
En la imagen es posible apreciar la inclinación hacia el centro de la curva que produce el peralte.

Se denomina peralte a la pendiente transversal que se da en las curvas a la plataforma de una vía férrea o a la calzada de una carretera, con el fin de compensar con un componente de su propio peso, la inercia (o fuerza centrífuga, aunque esta denominación no es acertada) del vehículo, y lograr que la resultante total de las fuerzas se mantenga paralela al plano horizontal, actuando de fuerza centrípeta dirigida en todo momento hacia el centro de la curva. El objetivo del peralte es contrarrestar la inercia que impele al vehículo hacia el exterior de la curva. También tiene la función de evacuar aguas de la calzada (en el caso de las carreteras), exigiendo una inclinación mínima del 0,5 %.
La fórmula teórica del peralte (válida para ferrocarriles y carretera), en ausencia de rozamiento, para una velocidad {\displaystyle v} y un radio de giro {\displaystyle R} es:
{\displaystyle \tan \alpha ={\frac {v^{2}}{gR}},}
donde {\displaystyle \alpha } es el ángulo de peralte. El peralte se define justamente como
esta tangente, así que es una magnitud adimensional.

## Peralte en ferrocarriles

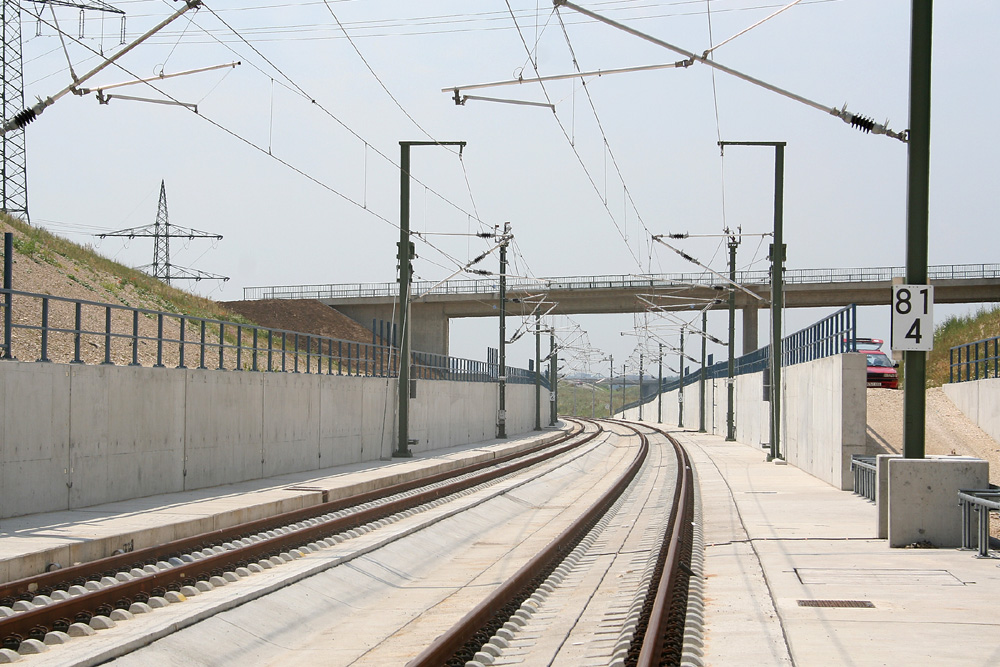
El peralte en una curva de la línea de alta velocidad entre Núremberg y Múnich.

En los ferrocarriles, el peralte ayuda a guiar al tren en la curva, evitando que las pestañas de las ruedas toquen los carriles, reduciendo la fricción y el desgaste. Las principales funciones de los peraltes son:
- Mejorar la distribución de carga entre los carriles
- Reducir el desgaste rueda-carril
- Neutralizar el efecto de las fuerzas laterales
- Mejorar el confort del pasajero (al disminuir las fuerzas laterales)

El peralte necesario en una curva depende de la velocidad esperada de los trenes y el radio de curvatura. Sin embargo, puede ser necesario elegir un valor de compromiso ya que hay vías por las que circulan trenes lentos de carga y de alta velocidad. Generalmente los trenes lentos desgastan el carril interno, mientras que los de alta velocidad desgastan el carril externo.

### España
En España la normativa RENFE mide el peralte como la diferencia de cota entre un carril y otro. La fórmula que se usa es derivada de la fórmula general siendo su máximo:
{\displaystyle h_{M}={\frac {L}{8V}}} 

Con un límite de 160 milímetros y un mínimo estipulado en:
{\displaystyle h_{m}={\frac {13,7V^{2}}{R}}-115}
Siendo L la longitud de la curva de transición en metros, V la velocidad en km/h y R el radio de la curva en metros.

## Peralte en carreteras
El peralte en carreteras se construye para compensar la fuerza centrífuga que hace que los vehículos salgan de la carretera. Cada país dispone de un reglamento o normativa que impone el porcentaje de peralte en función de los siguientes parámetros:
- Coeficiente de rozamiento transversal rueda-asfalto
- Velocidad de proyecto
- Radio de la curva

### España
El peralte viene estipulado por normativa. Tiene un máximo de 8% en vías con velocidad de proyecto superior o igual a 100 km/h. En el resto de vías el máximo es del 7%. La fórmula que se usa sería:
{\displaystyle V^{2}=127R(f_{t}+p/100)} 